# Air Meles Bawah
Air Meles Bawah is een bestuurslaag in het regentschap Rejang Lebong van de provincie Bengkulu, Indonesië. Air Meles Bawah telt 3010 inwoners (volkstelling 2010).